# Horaga samoena
Horaga samoena är en fjärilsart som beskrevs av Smith 1895. Horaga samoena ingår i släktet Horaga och familjen juvelvingar. Inga underarter finns listade i Catalogue of Life.